# بنك التصدير والاستيراد الحكومي الأوكراني
بنك التصدير والاستيراد الحكومي في أوكرانيا أو (أوكريكيمبنك) (بالأوكرانية: Укрексімбанк)‏ هو واحد من ثلاثة بنوك مملوكة للدولة الأوكرانية ذات أهمية نظامية بنسبة 100% في أوكرانيا و هو يعمل بشكل قانوني بنظام الشركة المساهمة (بالاشتراك مع أشاد بنك وبريفات بنك ).
تأسس البنك في يناير 1992 ويقع مقره الرئيسي في كييف . يقدم البنك نسبة كبيرة من أنشطة التصدير والاستيراد. وهي تعمل باعتبارها الوكيل المالي الوحيد لحكومة أوكرانيا فيما يتعلق بالقروض المقدمة من المؤسسات المالية الأجنبية، والتي تنشأ أو تقترضها أو تضمنها أوكرانيا. يمتلك أوكريكيمبنك أوسع شبكة من المندوبين الأجانب للبنك الأوكراني . تضم شبكة البنوك 83 فرعًا و692 جهاز صراف آلي وأجهزة SST (اعتبارًا من يناير 2017)  تغطي جميع مناطق أوكرانيا. لدى أوكريكيمبنك أيضًا مكاتب في لندن ونيويورك .
وفقًا لمجلة ذا بنكر البريطانية، احتل أوكريكيمبنك في عام 2014 المركز الحادي عشر في تصنيف أكبر البنوك في أوروبا الوسطى والشرقية والمرتبة 388 في تصنيف أفضل 1000 بنك عالمي.
خلال الأزمة السياسية والاقتصادية في الفترة 2014-2015، تكبد أوكريكيمبنك أكبر الخسائر في تاريخه. وفي عام 2014، وصلت إلى 9.8 مليار هريفنا أوكرانية، وفي عام 2015 ارتفعت إلى 14.1 مليار. وفي تقرير البنك لعام 2015، فإن الأسباب الرئيسية لهذه الخسائر هي انخفاض قيمة الأصول بسبب الأزمة الاقتصادية والخسائر الناجمة عن فروق أسعار الصرف على التعاملات بالعملة الأجنبية.
في أبريل 2015، نجح البنك في تمديد سندات اليورو لعام 2015  على الرغم من اعتراضات مجموعة من حاملي السندات بما في ذلك بنس ساردي الذي دعا إلى السداد الكامل للأوراق المالية في الوقت المناسب. كان لدى البنك القدرة على الدفع، لكنه رفض، وطلب التمديد على أساس أن الحكومة بحاجة إلى الالتزام بأهداف السيولة المحددة في طلب صندوق النقد الدولي للحصول على المساعدة.
سجل البنك خسارة بقيمة 561 مليون دولار في عام 2015، وهو ما يمثل زيادة بنسبة 25.6٪ عن خسارة عام 2014 البالغة 446 مليون دولار 
في عام 2019، حصل البنك على صافي ربح قدره 1 مليار هريفنا أوكرانية وفقًا للبنك الوطني الأوكراني.
في نوفمبر 2020، دخل قرار مجلس وزراء أوكرانيا رقم 1085 بتاريخ 4 نوفمبر 2020 حيز التنفيذ، والذي بموجبه قام أوكريكيمبنك بتغيير اسمه الكامل من شركة مساهمة عامة إلى شركة مساهمة عن طريق تعديل ميثاق البنك.
في عام 2021، حصل البنك على أكبر ربح في تاريخه – أكثر من 2 مليار هريفنا أوكرانية.